# Conde de Penha Garcia
Conde de Penha Garcia é um título nobiliárquico criado por D. Carlos I de Portugal, por Decreto de 29 de Janeiro de 1900, em favor de José Capelo Franco Frazão.
Titulares
1. José Capelo Franco Frazão, 1.º Conde de Penha Garcia.

Após a Implantação da República Portuguesa, e com o fim do sistema nobiliárquico, usaram o título: 
1. José Valdez Penalva Franco Frazão, 2.° Conde de Penha Garcia;
2. João Valdez Penalva Franco Frazão, 3.° Conde de Penha Garcia;
3. João José Gustavo Schenyzer Franco Frazão, 4.° Conde de Penha Garcia;
4. João Filipe Trigueiros Martel Franco Frazão, 5.° Conde de Penha Garcia.